# Wardkes Awakjan
Wardkes Aikowitsch Awakjan (russisch Вардкес Айкович Авакян; * 14. Dezember 1931 im Dorf Gemur, Rajon Schachbus, ASSR Nachitschewan; † 12. August 2024 in Tscheljabinsk) war ein sowjetisch-russischer Bildhauer.

## Leben
Awakjan studierte in Jerewan an der Terlemesjan-Kunstschule mit Abschluss 1954. Ghukas Tschubarjan war einer seiner Lehrer.
Ab 1956 lebte und arbeitete Awakjan in der Oblast Tscheljabinsk. Zunächst war er Bildhauer-Requisiteur im Opern- und Ballett-Theater Tscheljabinsk. Seine ersten erfolgreichen Skulpturen waren der Neuland-Aktivist (1958) und die Studentin auf dem Bau (1958). 1960 wurde er Mitglied der Union der Künstler der UdSSR. In Kopeisk schuf er ein Siegesdenkmal (1965) und ein Lenin-Denkmal (1970). Spätere bekannte Skulpturen waren die Arbeitertribüne (1976) und der Hochbau-Schweißer (1977).
Mit den Architekten B. W. Petrow, W. L. Glasyrin, I. W. Talalai und dem Ingenieur W. Naumow schuf Awakjan das monumentale Denkmal für den Leiter des Sowjetischen Atombombenprojekts Igor Kurtschatow. Das Denkmal besteht aus zwei 27 m hohen Pylonen, zwischen denen auf einem Sockel die 6,4 m hohe Statue Kurtschatows steht. Die Halbkugeln in den Pylonen symbolisieren die Atomspaltung. Das Denkmal wurde 1986 in Tscheljabinsk anlässlich des 250. Jahrestags der Gründung Tscheljabinsks auf dem neuen Platz der Wissenschaft nahe der Staatlichen Universität Südural eingeweiht. Die Atomhalbkugeln waren mit Spezialleuchten ausgestattet, die aber wegen technischer Probleme nur einige Wochen lang funktionierten. 1988 wurde die elektrische Anlage durch Vandalismus beschädigt. 2006 wurde mit Finanzierung durch die Oblast Tscheljabinsk eine neue Beleuchtungsanlage installiert. 2013 wurde in unmittelbarer Nähe des Denkmals trotz zahlreicher öffentlicher Proteste mit dem Bau des großen Einkaufszentrums Kurtschatow begonnen, das im August 2015 mit einem Spar-Supermarkt eröffnet wurde. 2014 war das Denkmal in das Register der Objekte des kulturellen Erbes der Russischen Föderation aufgenommen worden.
Awakjans Denkmäler für Sergei Prokofjew (2000) und Michail Glinka (2004) stehen im Zentrum Tscheljabinsks.
Awakjan war mit Galina Dmitrijewna Awakjan verheiratet und hatte zwei Söhne, Mikael und Dmitri, der ihm assistierte, und eine Tochter Laura.

## Ehrungen, Preise
- Jubiläumsmedaille „Zum Gedenken an den 100. Geburtstag von Wladimir Iljitsch Lenin“
- Verdienter Künstler der RSFSR (1975)
- Ehrenzeichen der Sowjetunion (1986)
- Mossin-Preis der Stadt Jekaterinburg (1996)
- Volkskünstler der Russischen Föderation (2003)[2]

## Kurtschatow-Denkmal in Tscheljabinsk

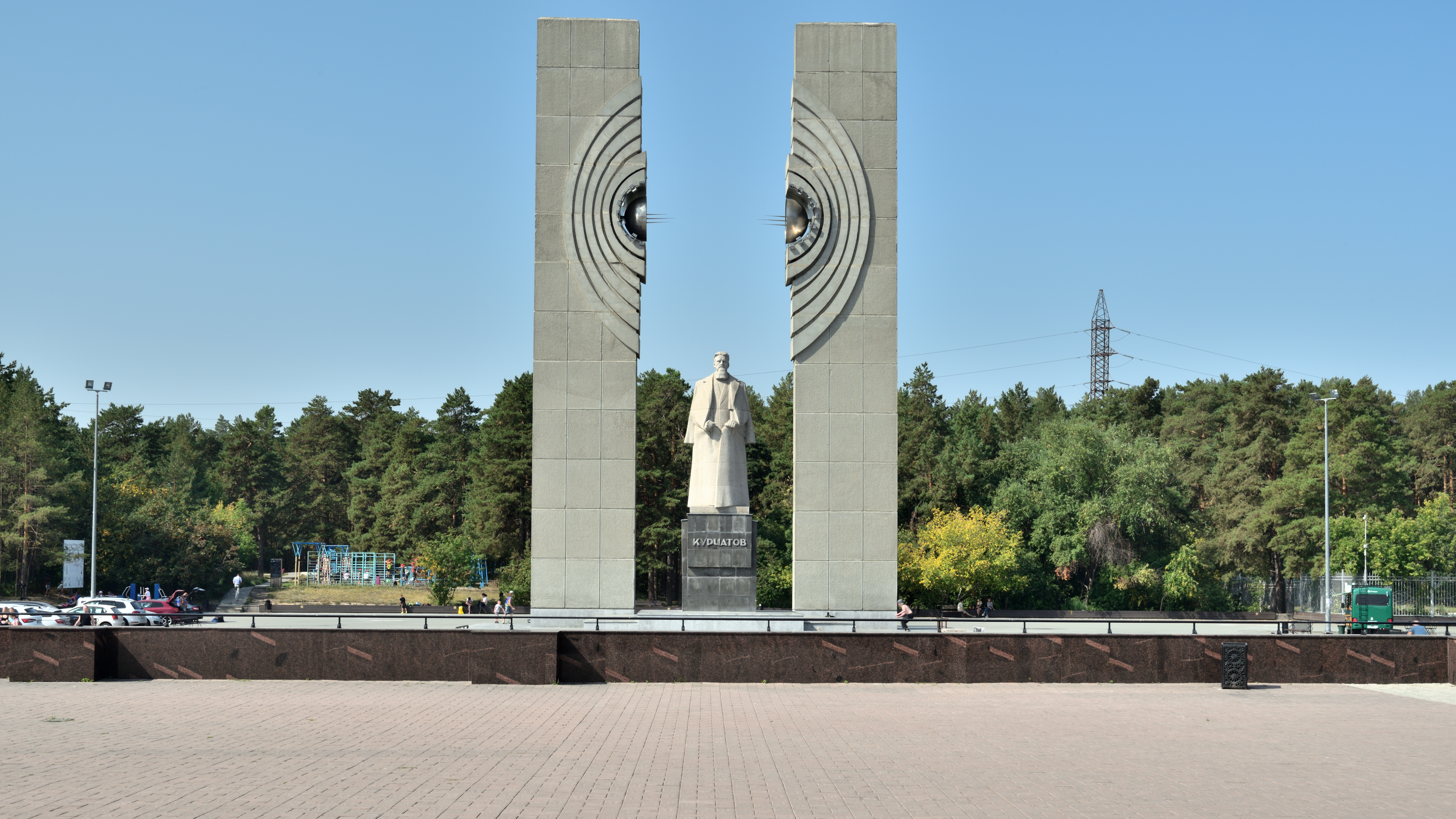
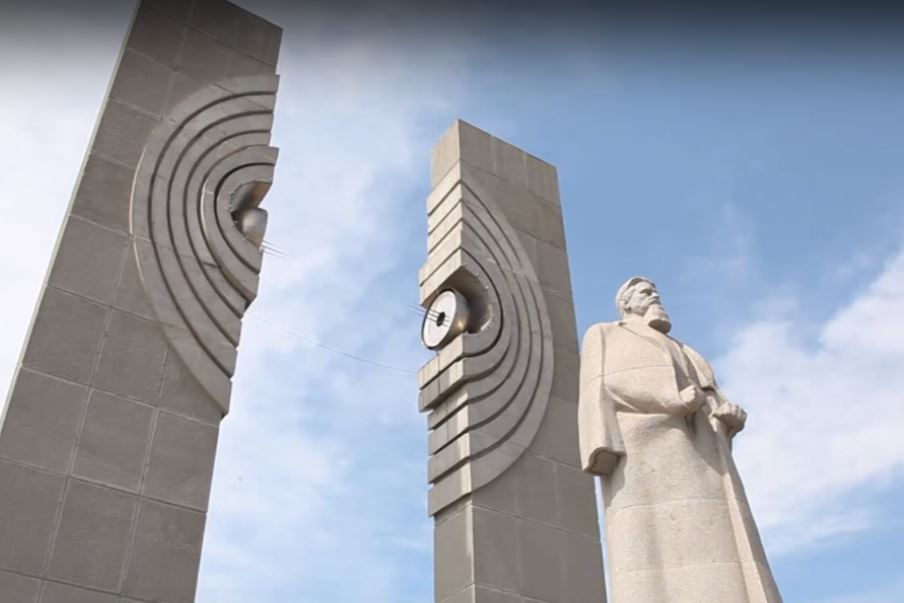
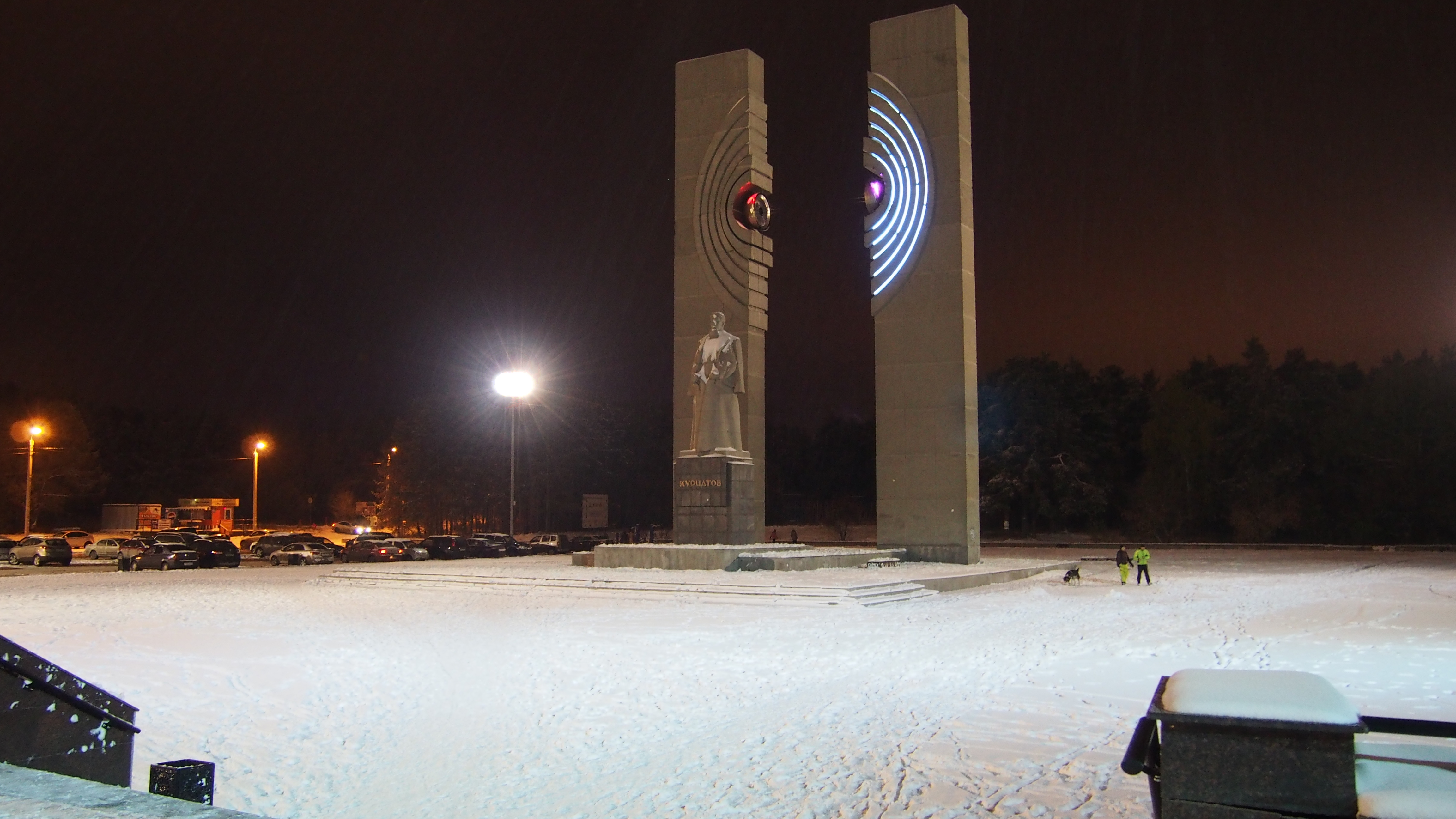